# Metalectra piperata
Metalectra piperata är en fjärilsart som beskrevs av William James Kaye 1924. Metalectra piperata ingår i släktet Metalectra och familjen nattflyn. Inga underarter finns listade i Catalogue of Life.